# Hrabstwo Erath

Piramida wieku hrabstwa

Hrabstwo Erath – hrabstwo położone w USA, w stanie Teksas, w sąsiedztwie aglomeracji Dallas–Fort Worth. Utworzone w 1856 r. Według danych z 2023 roku, liczy 44,2 tys. mieszkańców. Siedzibą hrabstwa jest miasto Stephenville.

## Dry county
Do listopada 2008 hrabstwo było jednym z tzw. dry county, czyli hrabstwem gdzie decyzją lokalnych władz obowiązywała całkowita prohibicja. W wyborach 2008 postanowiono zezwolić na sprzedaż piwa i wina w hrabstwie, do spożycia poza lokalem. Listopada 2021 ponownie w głosowaniu poluzowano obostrzenia dotyczące alkoholu.

## Gospodarka
Jest to ważne rolnicze hrabstwo z ogromnymi stadami bydła (171,5 tys. – 2022), które są największe w Teksasie, poza Teksasem Północnym. Hrabstwo zajmuje 3. miejsce w stanie pod względem zysków z przemysłu mleczarskiego. Także hodowle koni, kóz i owiec należą do największych w kraju. Wśród upraw największe znaczenie mają szkółkarstwo i produkcja siana. Gospodarkę uzupełnia niewielkie wydobycie gazu ziemnego.
Średni dochód gospodarstwa domowego (dane z 2022) w hrabstwie wynosi 59 654 dolarów, zaś dochód na mieszkańca 32 181 dolarów. 12,9% mieszkańców żyje poniżej relatywnej granicy ubóstwa.

## Sąsiednie hrabstwa
- Hrabstwo Palo Pinto (północ)
- Hrabstwo Hood (północny wschód)
- Hrabstwo Somervell (wschód)
- Hrabstwo Bosque (południowy wschód)
- Hrabstwo Hamilton (południe)
- Hrabstwo Comanche (południowy zachód)
- Hrabstwo Eastland (zachód)

## Miasta
- Dublin
- Stephenville

## Demografia
Według danych pięcioletnich z 2022 roku, 82,2% mieszkańców stanowili biali (73% nie licząc Latynosów), 21,8% to Latynosi, 7,7% było rasy mieszanej, 1,4% to czarni lub Afroamerykanie, 1% deklarował pochodzenie azjatyckie, 0,7% to rdzenna ludność Ameryki i 0,21% pochodziło z wysp Pacyfiku.

## Religia

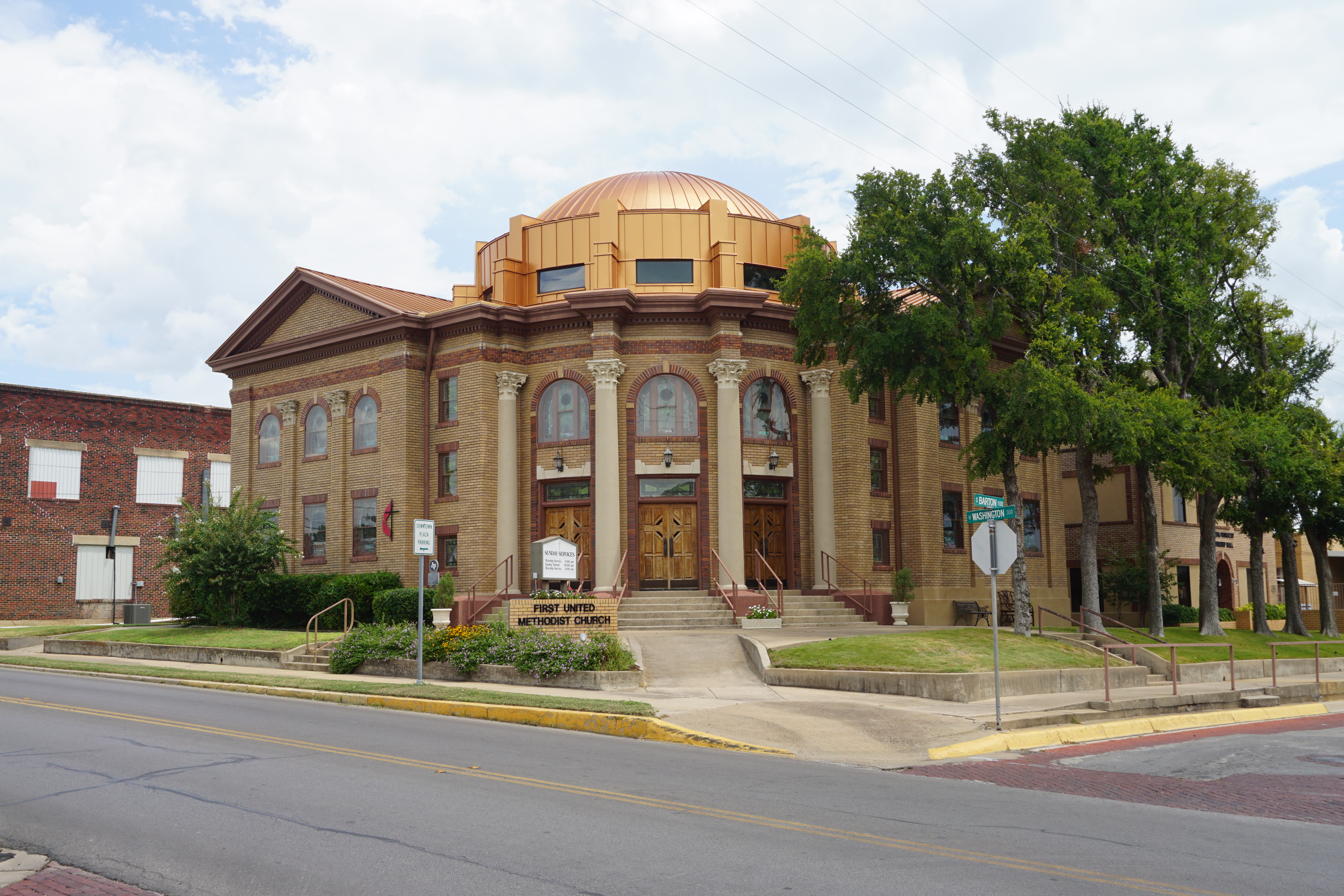
Kościół metodystyczny w Stephenville

Według danych spisowych z 2020 roku, do największych grup religijnych w hrabstwie Erath należeli:
- Południowa Konwencja Baptystów (9713 członków)
- Kościół katolicki (3110 członków – 7,3%)
- Zjednoczony Kościół Metodystyczny (2269 członków)
- Kościoły Chrystusowe (1350 członków)
- bezdenominacyjne zbory ewangelikalne (1250 członków)
- Zbory Boże (598 członków) i inne Kościoły zielonoświątkowe (4 zbory).

## Galeria

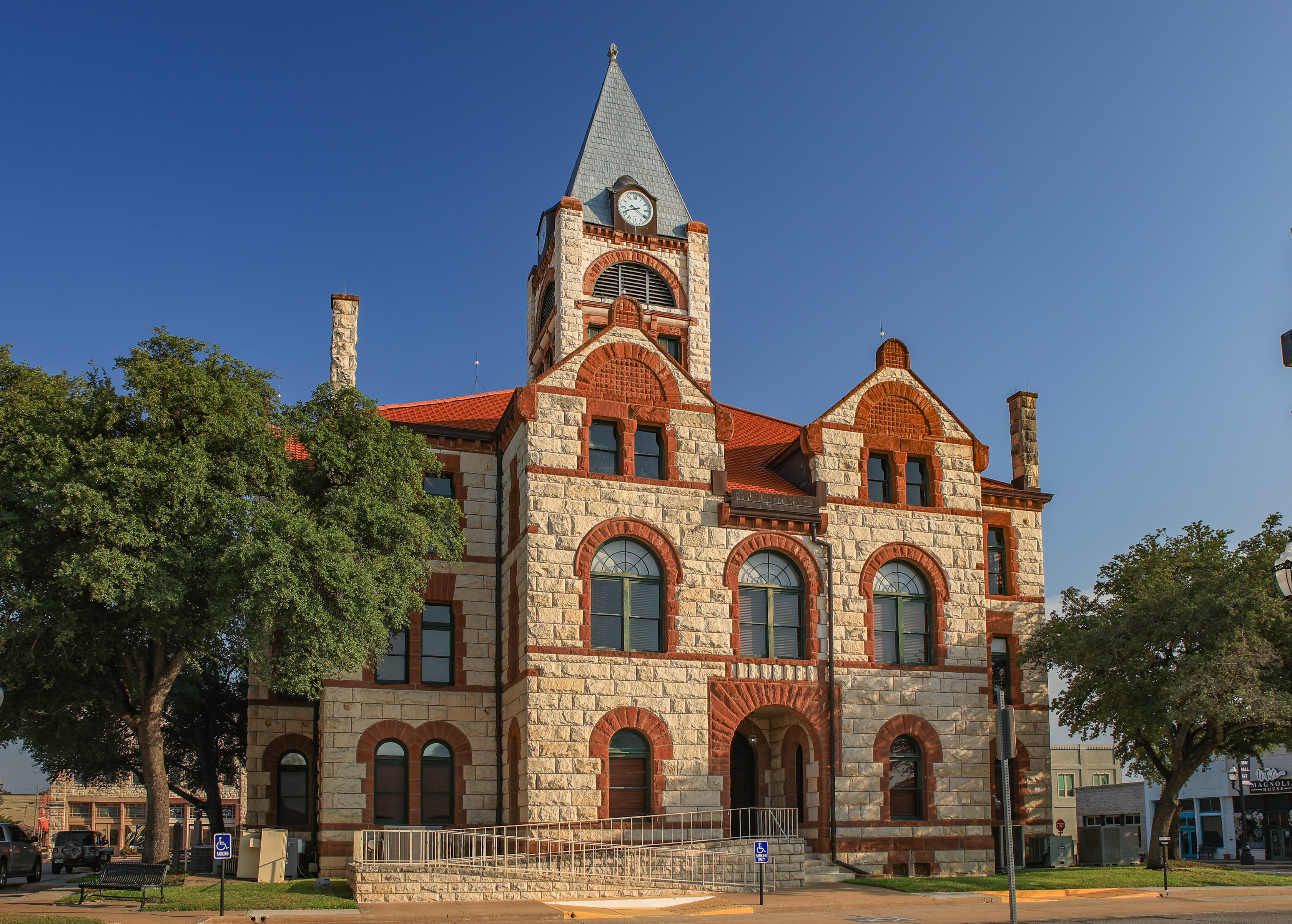
Budynek sądu hrabstwa Erath
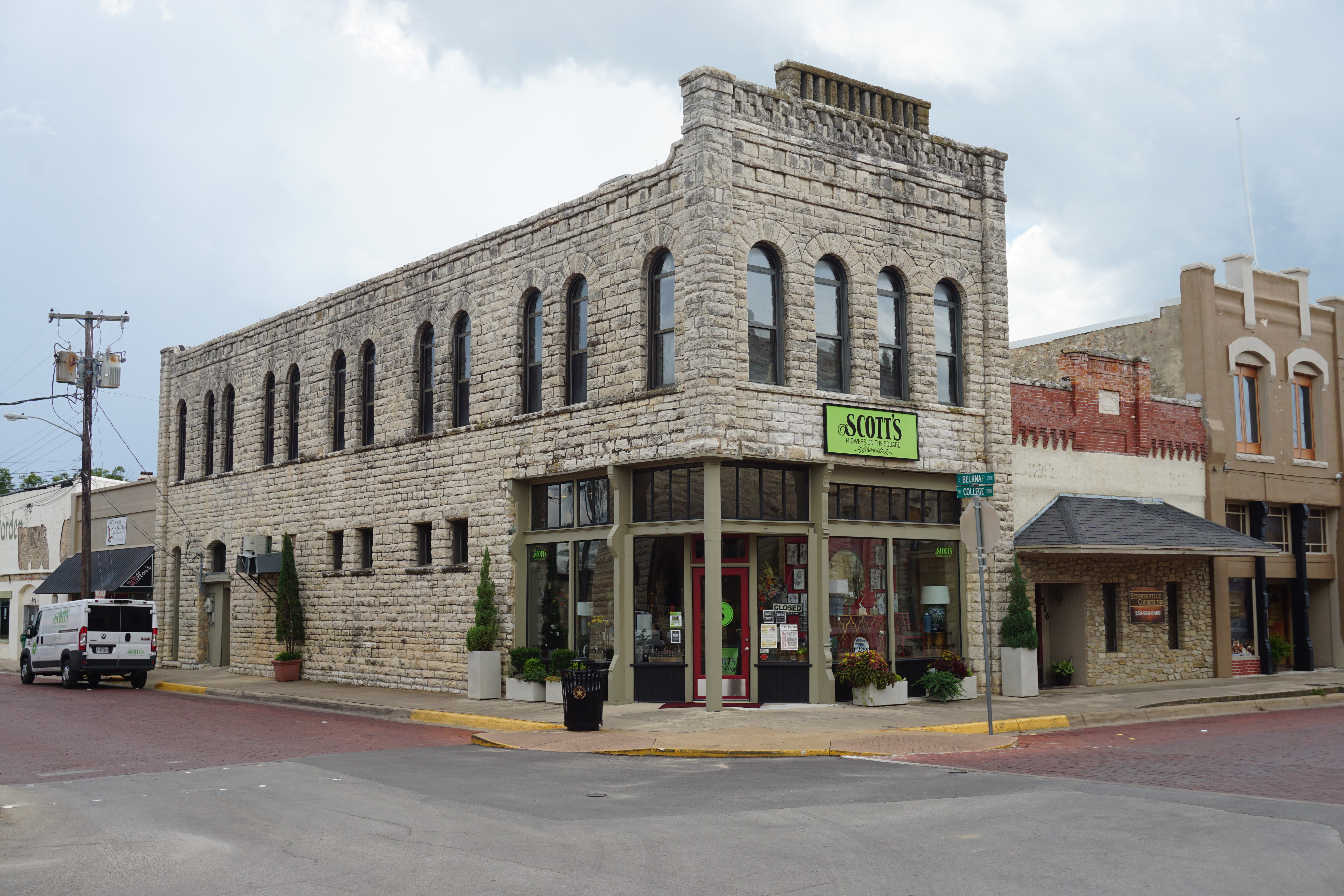
Stephenville w 2017
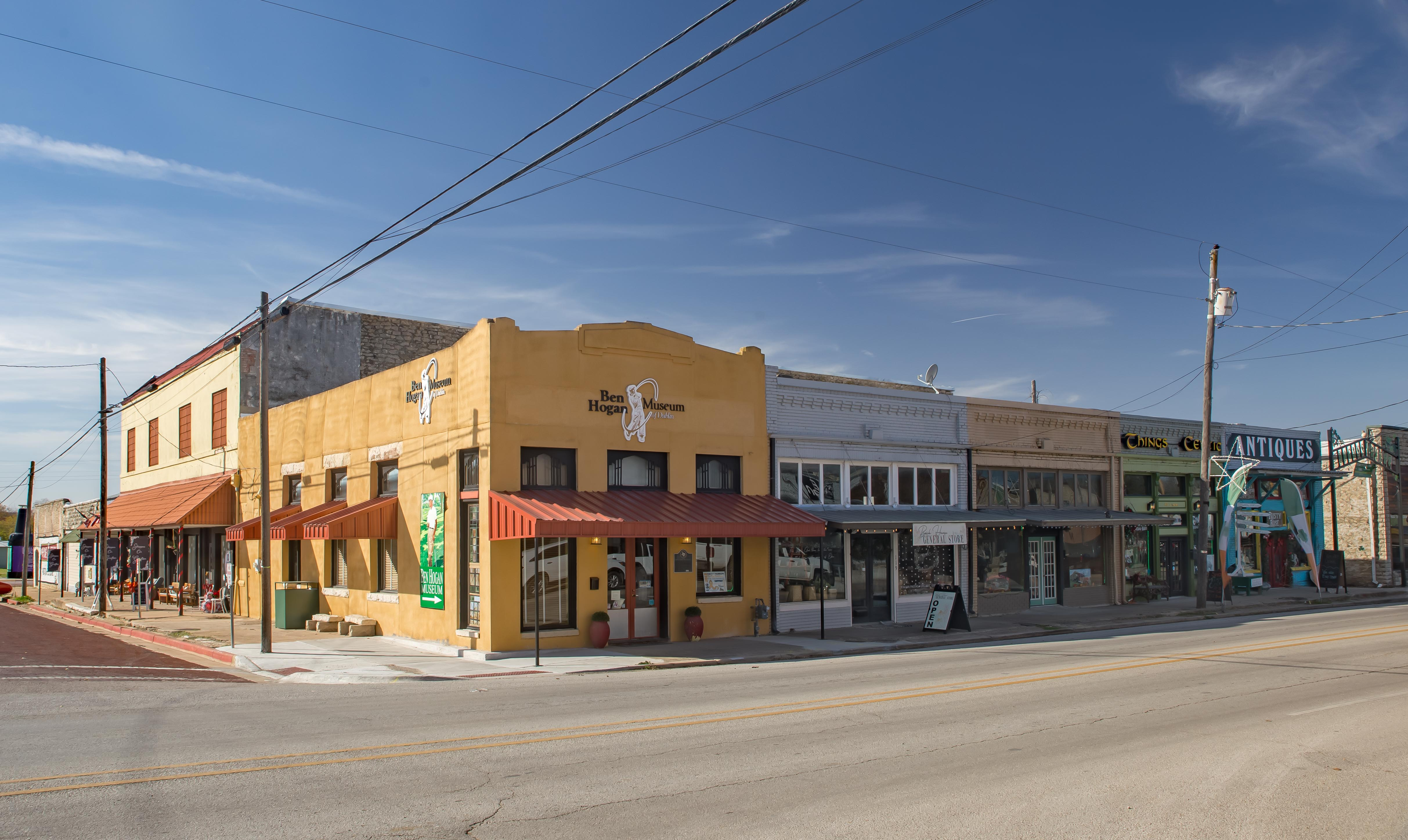
Dublin w 2022
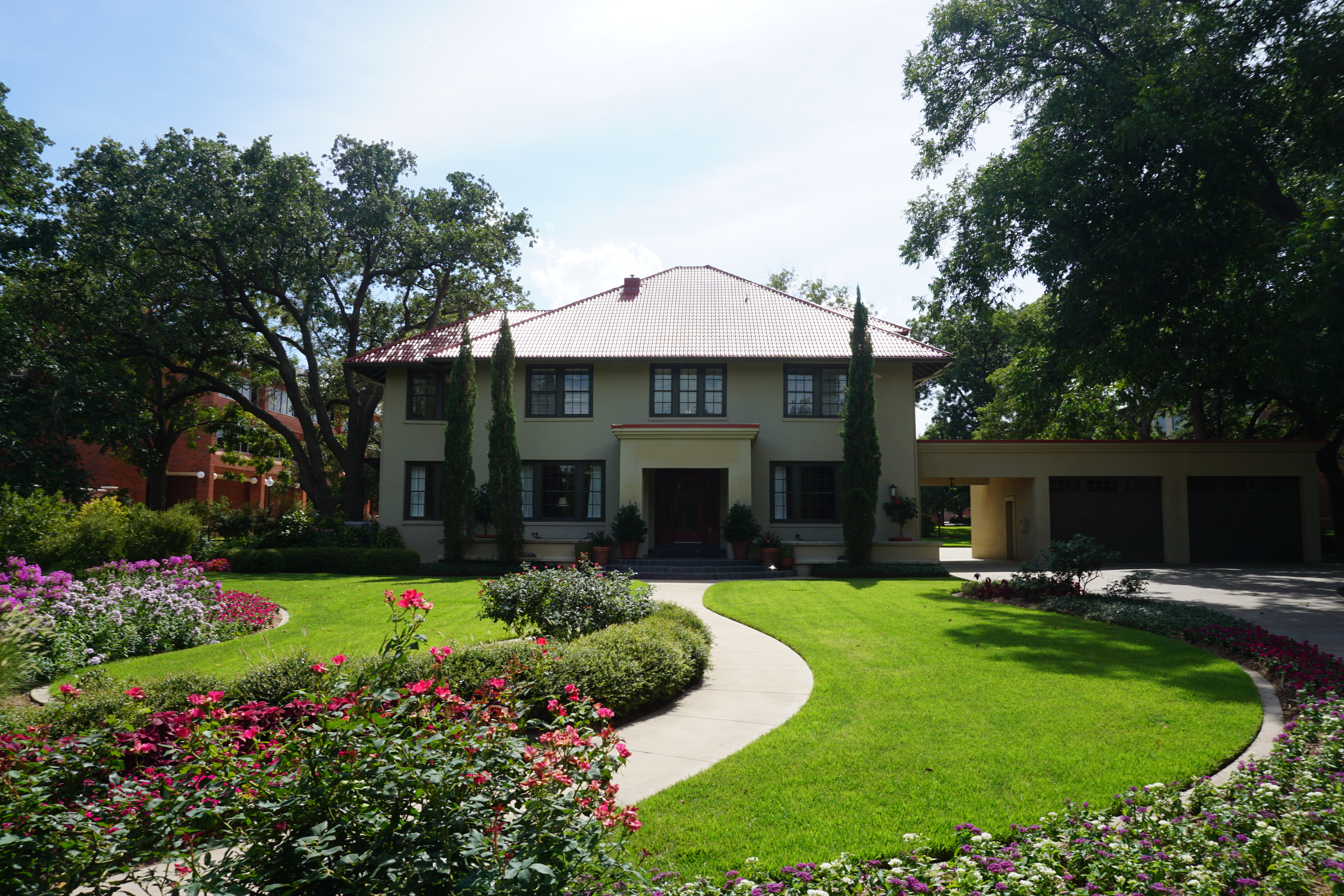
Tarleton State University
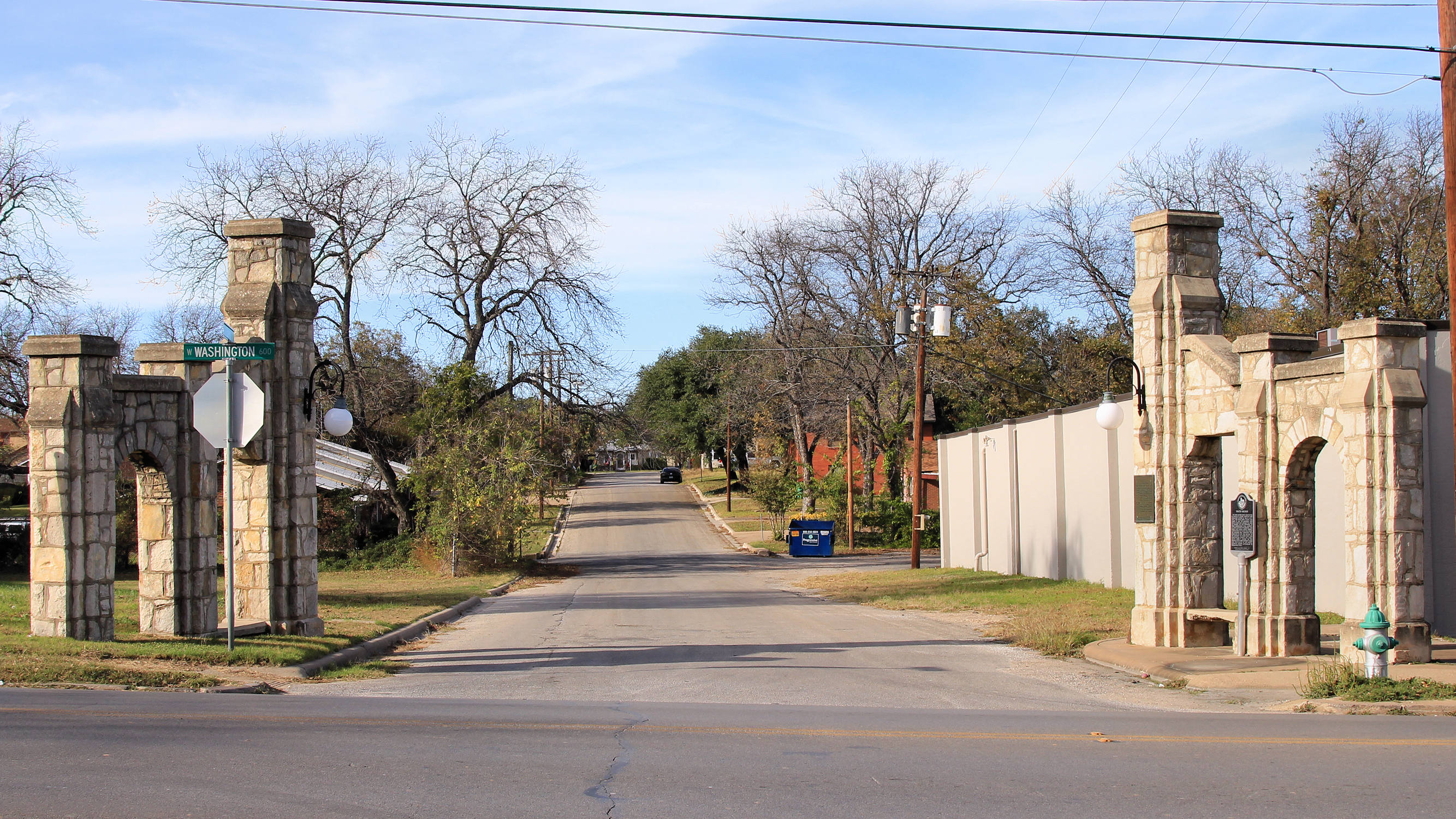
Erath Memorial Arch w Stephenville
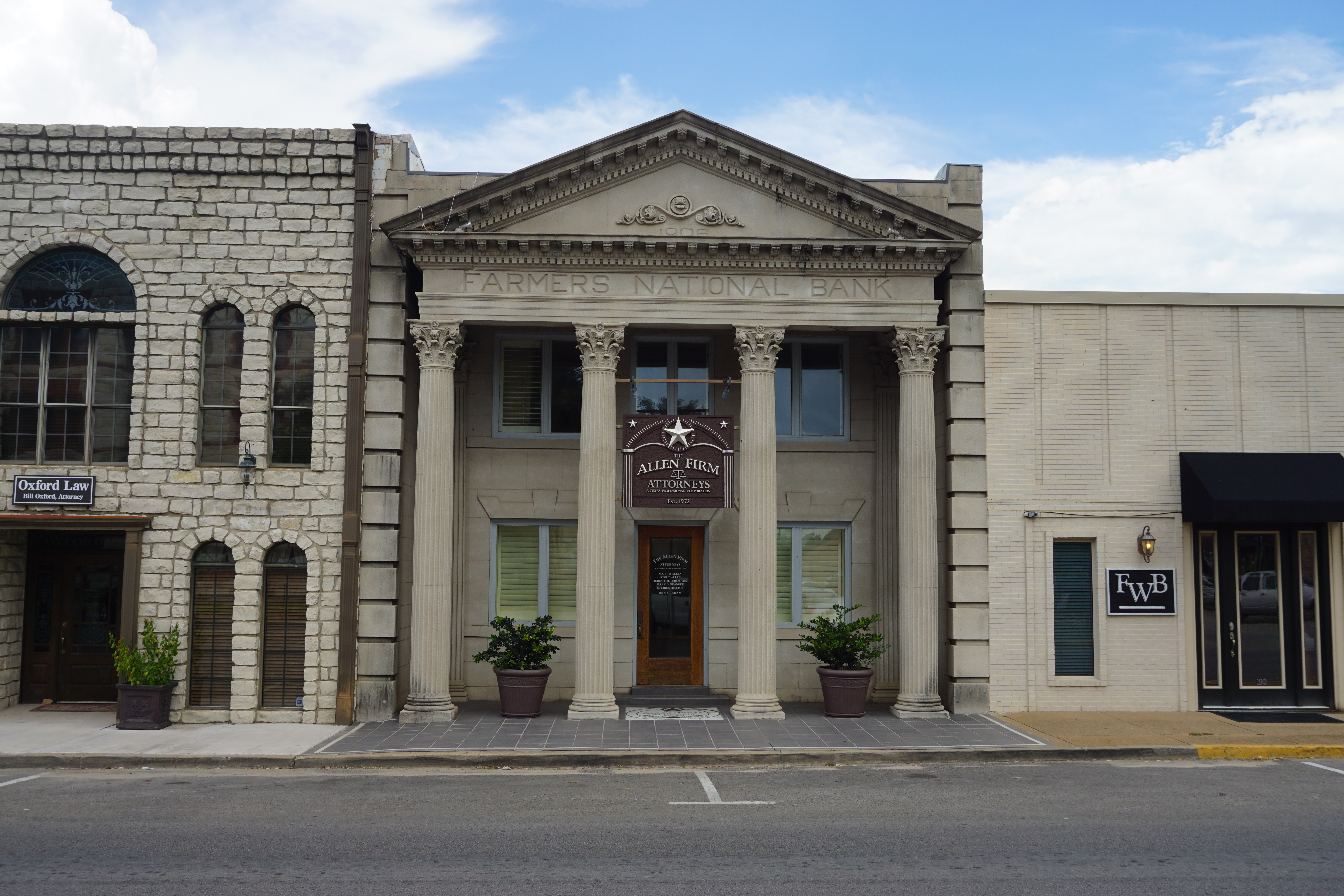
Dawny bank w Stephenville
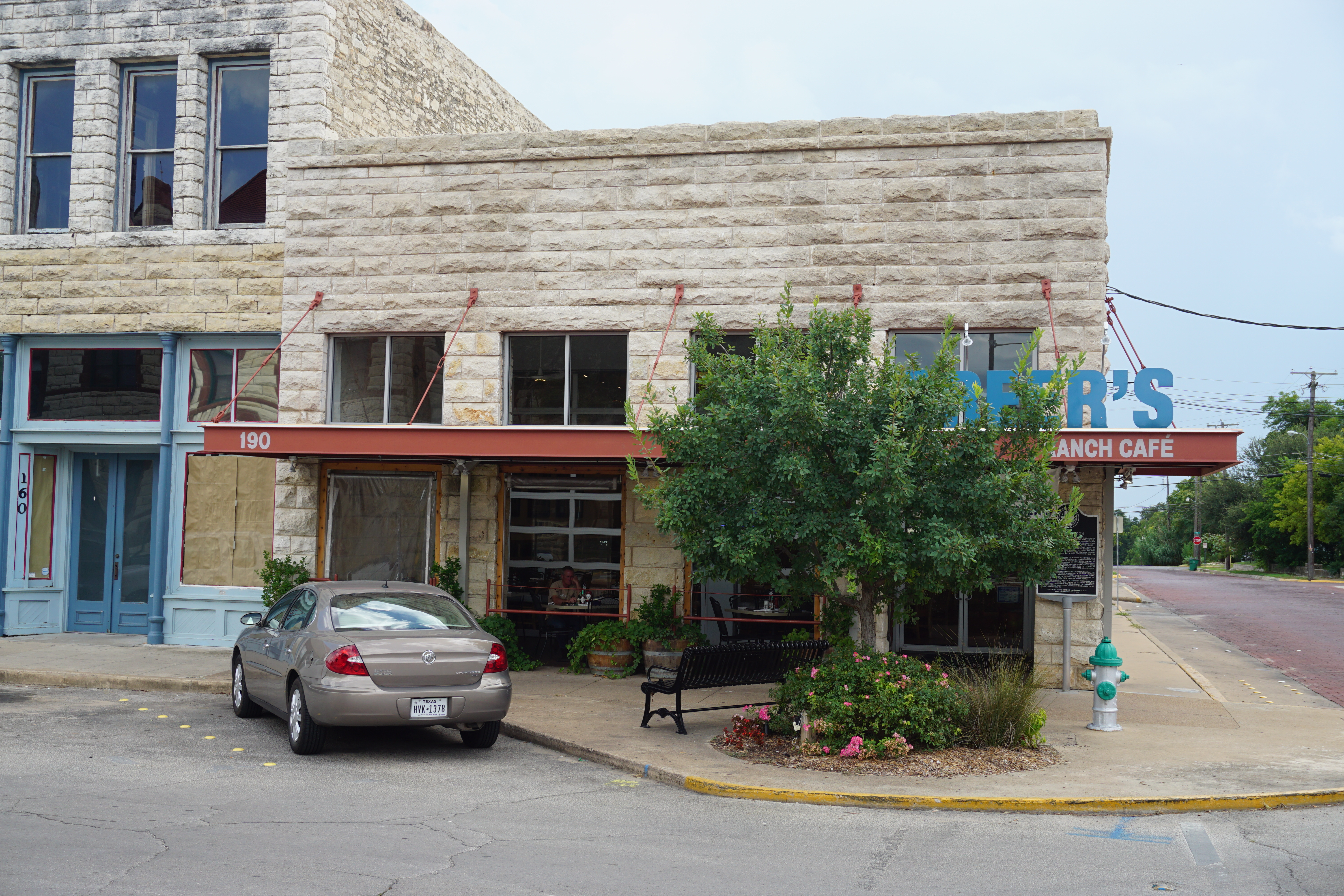
Kawiarnia w Stephenville
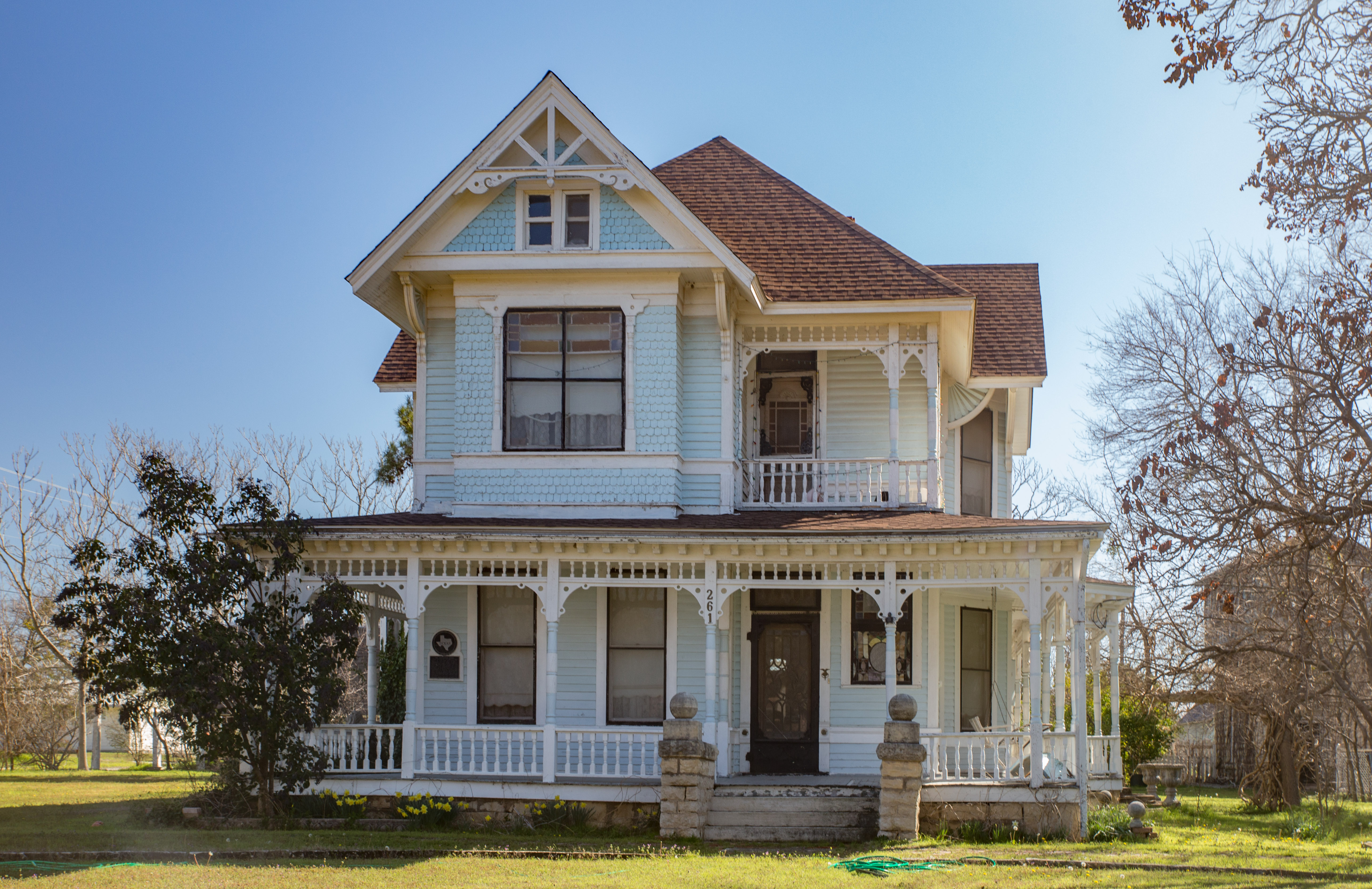
Zabytkowy dom w Dublin